# Jan Hřímalý
Jan Hřímalý, Иван Войцехович Гржимали (13. dubna 1844 Plzeň – 11. ledna 1915 Moskva) byl český houslista a hudební pedagog.

## Život

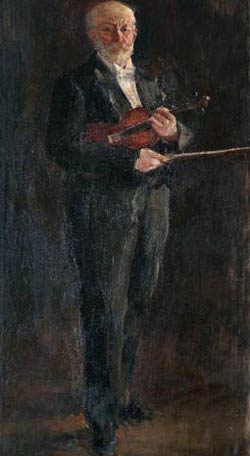
Portrét od Michala Fjodoroviče Šemjakina

Pocházel z hudební rodiny Hřímalých. Základní hudební vzdělání získal u svého otce Vojtěcha a staršího bratra téhož jména. Studoval na Pražské konzervatoři hru na housle u Moritze Mildnera. Po studiích se stal koncertním mistrem symfonického orchestru v Amsterdamu, kde působil v letech 1862 až 1868. Neúspěšně se ucházel o místo profesora Pražské konzervatoře po svém učiteli Moritzi Mildnerovi. V Praze založil a vedl Kvarteto bratří Hřímalých. Spolu s bratry vystupovala i jejich sestra Marie Hřímalá.
V roce 1869 odešel do Moskvy a stal se učitelem hry na housle na moskevské konzervatoři. Profesorem houslového oddělení konzervatoře byl tehdy Ferdinand Laub. Hřímalý se oženil s jeho dcerou Isabellou a po odchodu Lauba ze zdravotních důvodů byl v roce 1874 jmenován na jeho místo. Profesorem moskevské konzervatoře zůstal až do své smrti v roce 1915.
Hořejšího umění si vysoce cenil Petr Iljič Čajkovskij. Účinkoval při premiérách Čajkovského smyčcových kvartetů č. 2 (1874) a č. 3 (1876) a Klavírního tria a-moll (1882). Byl jedním z prvních umělců, jejichž hra byla zaznamenána na voskové válečky fonografu. Spolu se skladatelem Antonem Stěpanovičem Arenským nahrál jeho Klavírní trio d-moll.
Proslul jako znamenitý pedagog. Z mnoha jeho žáků vynikli zejména Iosif Kotek, Reinhold Glière (svému učiteli věnoval Smyčcový oktet op. 5), Vladimir Bakalejnikov, Arcadij Dubenskij, či Pjotr Stoljarskij (budoucí učitel Davida Oistracha a Leonida Kogana.
Kromě koncertní a pedagogické činnosti publikoval i řadu technických houslových studií.

## Pedagogické dílo
- Doppelgriff-Übungen
- Tonleiter studien
- Úprava Mazasovy houslové školy

## Zajímavost
V Plzni byla na jeho počest nazvána jedna z ulic v části Jižní předměstí.